# Atalaya de El Vellón
La atalaya de El Vellón es una torre defensiva ubicada en el municipio español de El Vellón, en la Comunidad de Madrid.

## Contexto histórico
Durante la reconquista, los musulmanes construyeron en el siglo X atalayas entre Toledo y la Sierra situada al norte para reforzar la vigilancia y para controlar las rebeliones en el mismo Toledo, en tiempos de uno de los últimos emires, Mohamed, y el primer califa, Abderramán III.
Atalaya proviene del árabe «tala'la» que significa «pequeña torre», generalmente circular, destinada a la vigilancia y a la comunicación con otras atalayas o poblaciones. Se encontraban en lugares estratégicos y no distantes, separadas unos 40 km entre sí, aisladas. La comunicación se realizaba por el día con espejos y señales de humo y, por la noche, con hogueras. Así se avisaba a la fortaleza más próxima de la presencia de tropas cristianas.

## Descripción

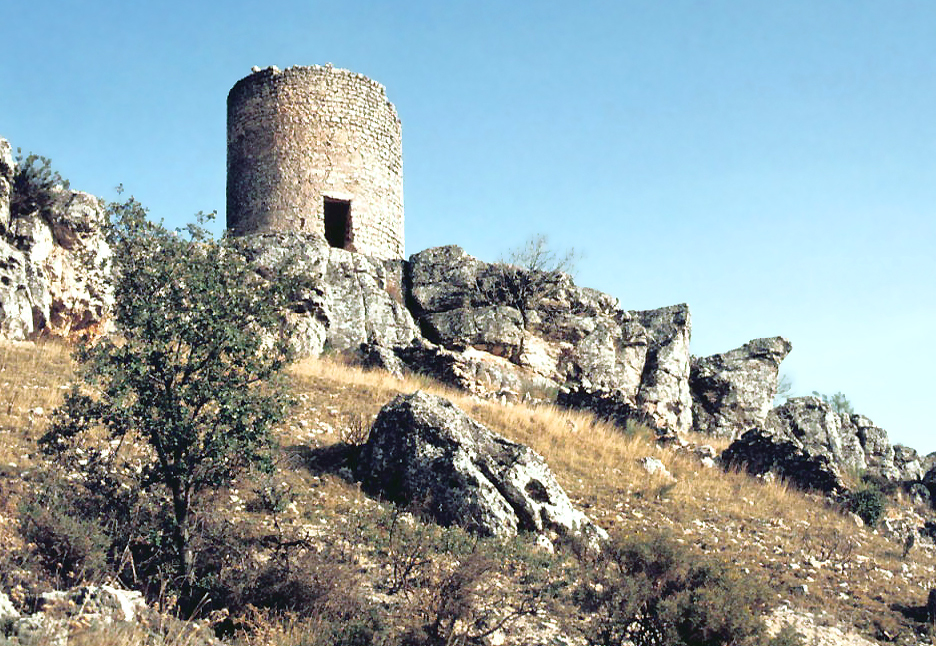
Atalaya de El Vellón en 1983

La atalaya de El Vellón se encuentra a medio camino entre El Vellón y El Espartal, sobre un cerro, desde donde se domina el alfoz de Talamanca, de donde era arrabal. Se puede llegar a ella por la carretera de Talamanca a El Vellón, M-122, a la altura del kilómetro 4,2, tomando una derivación a la derecha.
Construida de mampostería, de sección cilíndrica. El diámetro es de algo más de 6 m y su altura de unos 9 m. El espesor de los muros es de algo más de 1 m. La puerta de acceso se encuentra a unos 2,50 m del suelo, teniéndose acceso mediante escalera portátil que se escondía cuando no se utilizaba para evitar el acceso de terceros. Tenía tres plantas comunicadas interiormente por escalera de un solo tramo. 
Actualmente se ha restaurado, siendo punto de observación contra incendios.
Las atalayas están protegidas por R. D. 2863/1983 (B.O.E. del 14/09/ 1.983). Bajo la protección del Decreto de 22/04/49, y la Ley 16/1985 sobre el Patrimonio Histórico Español.